# Бернер, Евгений
Евгений Бернер (англ. Eugene Boerner) — американский селекционер роз немецкого происхождения, директор научно-исследовательского отдела компании «Джексон и Перкинс» (англ. Jackson & Perkins Company).

## Биография

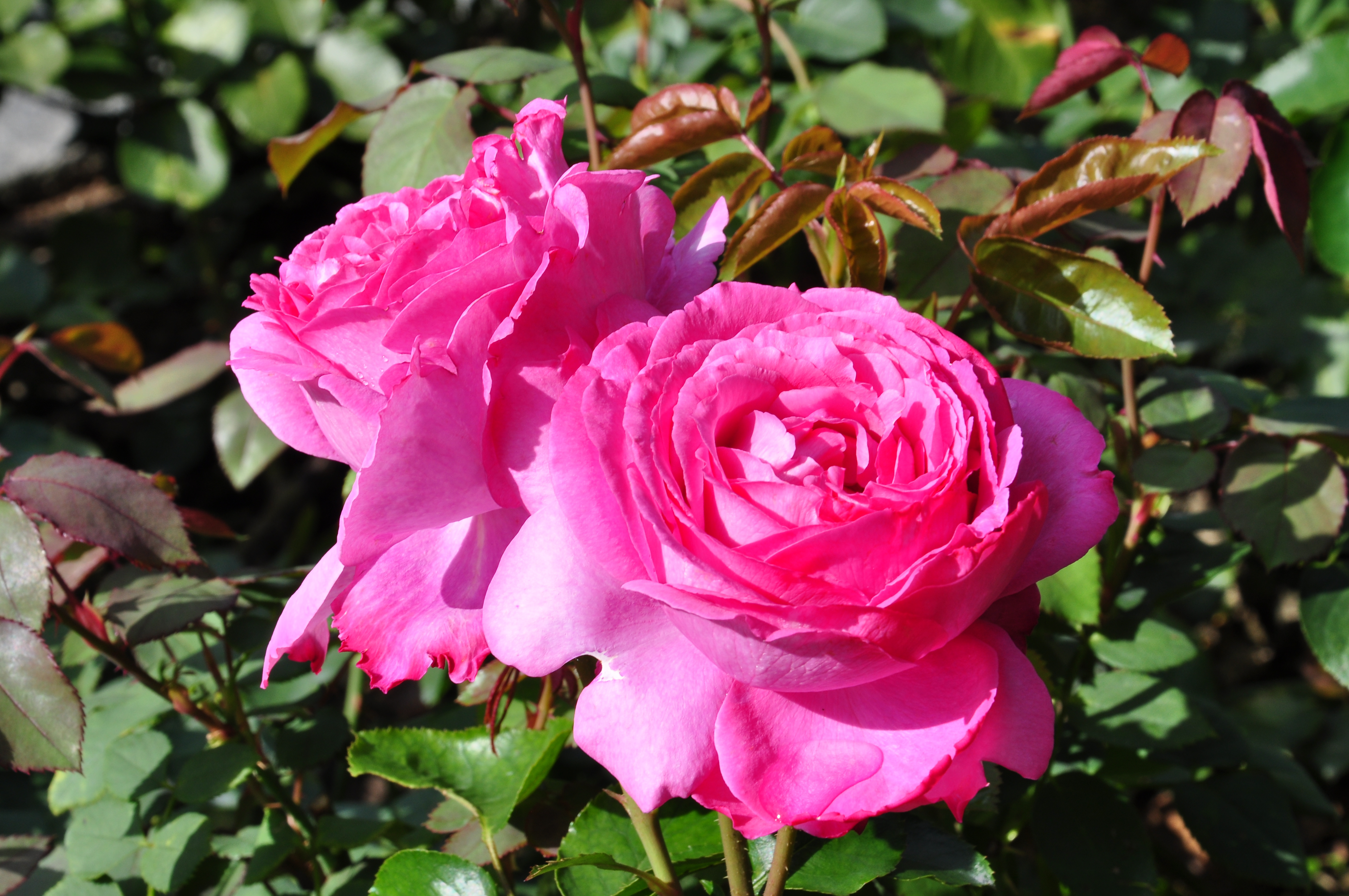
Rosa 'Aloha'

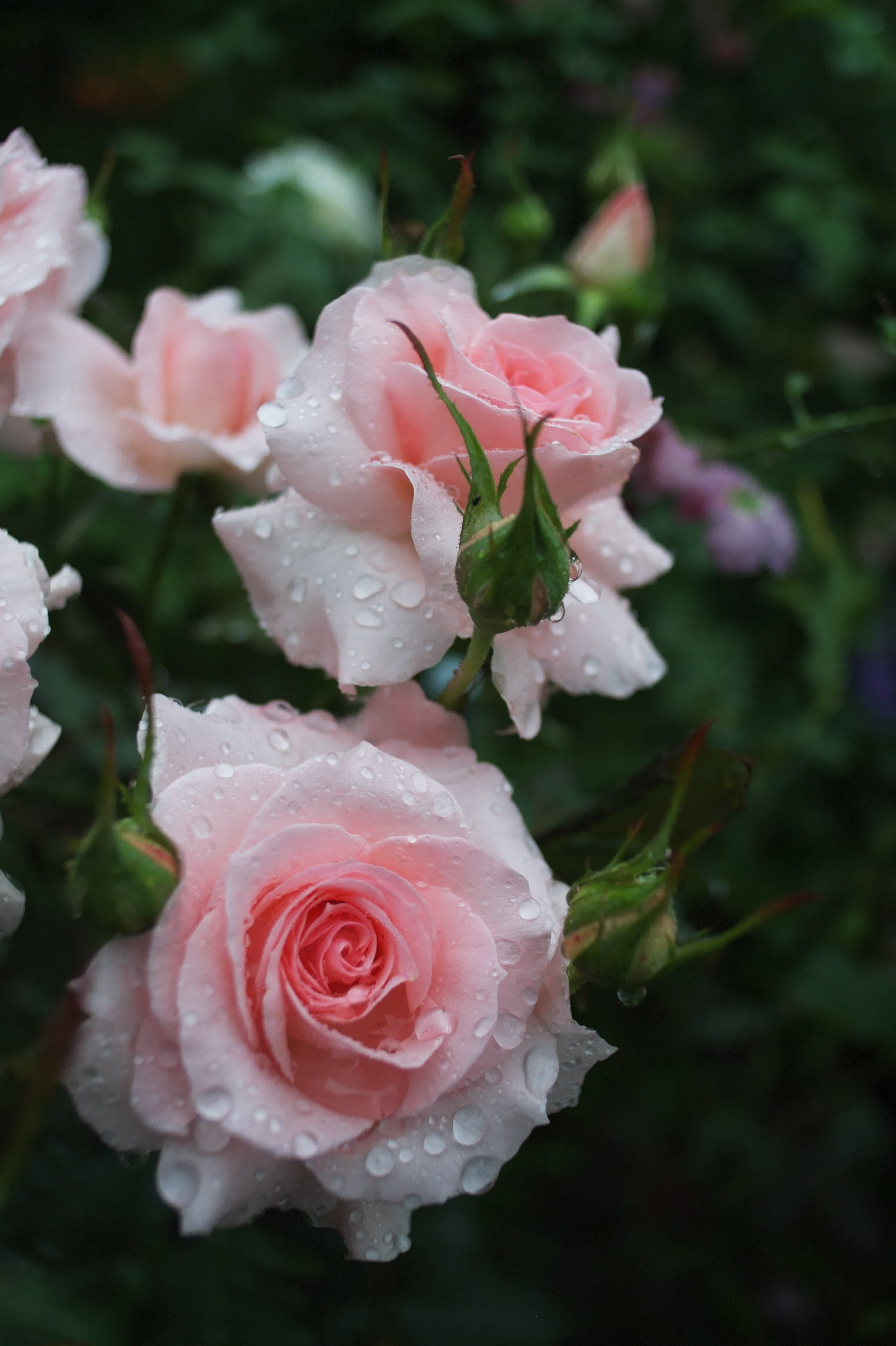
Rosa 'Bridal Pink'

Во время Первой мировой войны служил лётчиком. В 1920 году начал работать в компании «Джексон и Перкинс».
До Второй мировой войны центром селекции роз была Европа. Евгений Бернер был дружен с семьёй Кордес и имел возможность получать самые новые сорта роз созданные их компанией. У Jackson & Perkins были эксклюзивные права на реализацию продукции Кордес в США. В результате использования в селекции розы 'Pinocchio' Wilhelm J.H. Kordes II, 1940 был создан уникальный сорт 'Masquerade' Boerner, 1949. Раскрываясь, жёлтые бутоны 'Masquerade' становятся лососево-розовыми, а затем тёмно-красными, и эти краски присутствуют в каждом из крупных кистевидных соцветий.
Бернер за свою 45-летнюю карьеру в Jackson & Perkins создал более 60 удачных сортов роз класса флорибунда, 11 из них получили награды All-America Rose Selections (AARS) award. За что получил неофициальный титул «отец флорибунды».
Наиболее известные сорта: 'Aloha', 'Apricot Nectar', 'Bridal Pink', 'Coral Dawn', 'Diamond Jubilee', 'Faberge', 'Fashion', 'First Prize', 'Gene Boerner', 'Goldilocks', 'Ivory Fashion', 'John F. Kennedy', 'Lavendar Piniocchio', 'Ma Perkins', 'Masquerade', 'Parade', 'Saratoga', 'Spartan', 'Summertime', 'White Masterpiece', 'Zorina'.
Многие сорта созданные Бернером все ещё производятся. Другие использованы при создании современных сортов. Так, известный английский селекционер Дэвид Остин активно работал с сортом 'Aloha'. Но больше всего селекционеры использовали сорт 'Goldilocks'.
Часть наследства Евгения Бернера было завещано Корнеллскому университету для поддержки выпускников занимающихся исследованием роз.